# Abava
Abava – rzeka na Łotwie. Płynie przez Kurlandię ze wschodu ku zachodowi i wpada do Windawy i jest jej największym dopływem. Długość rzeki wynosi 133 km. Na rzece znajduje się wodospad Abava (łot. Abava rumba).